# Municipio de Auce
El municipio de Auces (en Letón: Auces novads) es uno de los ciento diez municipios de Letonia, se encuentra localizado en el suroeste de dicho país báltico. Fue creado durante el año 2009 después de una reorganización territorial. La ciudad capital es la ciudad de Auce.

## Ciudades y zonas rurales
- Auce (ciudad con zona rural)
- Bēnes pagsts (zona rural)
- Lielauces pagsts (zona rural)
- Ukru pagsts (zona rural)
- Vītiņu pagsts (zona rural)

## Población y territorio
Su población se encuentra compuesta por un total de 8.772 personas (2009). La superficie de este municipio abarca una extensión de territorio de unos 517,8 kilómetros cuadrados. La densidad poblacional es de 16,94 habitantes por cada kilómetro cuadrado.